# 宝石泥棒
『宝石泥棒』（ほうせきどろぼう）は、1962年7月29日に公開された日本映画。製作、配給は大映。カラー、シネマスコープ。

## あらすじ
箱根のレークサイドホテルへ向かっていた立花財閥の令嬢小夜子（山本富士子）と付き添い女中の秀子（野添ひとみ）。途中車が故障して難儀していたところ、通りかかった建築家の健一（川口浩）と五郎（船越英二）にホテルまで送り届けてもらった。
実は女2人組、令嬢というのは嘘で「エレガントのお小夜」と「アトミックのデコ」という宝石泥棒。ホテル滞在中の近藤あづさ夫人（角梨枝子）が所有する「ヴィーナスの涙」と呼ばれる大ぶりのダイヤモンドがついた首飾りを盗むのが目的であった。そして健一のほうも「ジレットの健」と異名をとる宝石泥棒で、五郎はその相棒であった。
小夜子と健一は互いに相手が泥棒だとは知らずに惹かれ合いながら、ダイヤモンドを盗むために様々な駆け引きを繰り広げる。そこにあづさ夫人に付きまとう探偵作家を自称する洋介（菅原謙二）（実は保険会社に雇われた探偵）もからんでくる。
小夜子は「ヴィーナスの涙」を偽物とすり替える成功するが、そのすり替えた偽物をさらにすり替える健一を目撃して、健一のほうも宝石泥棒であったことを知る。しかしながら、本物の「ヴィーナスの涙」は小夜子よりも先に洋介がすり替えていたのだった。
互いの正体を知った小夜子と健一は本物を巡ってさらにひと騒動。ついに本物を手に入れたのは小夜子であったが、身の危険を覚えて逃げる健一に「ヴィーナスの涙」を渡すと、小夜子自身は更生を誓うのだった。健一のほうも改心し、「ヴィーナスの涙」を洋介に戻すと五郎と2人、車で走り去る。
その車を追う車には小夜子と秀子が乗っていた。

## スタッフ
- 企画：原田光夫
- 監督・脚本：井上梅次
- 音楽：伊部晴美
- 撮影：小原譲治
- 美術：黒沢治安
- 録音：橋本国雄
- 照明：柴田恒吉

## キャスト
- 紫小夜子：山本富士子
- 附添女中秀子：野添ひとみ
- 立花健一：川口浩
- 松野五郎：船越英二
- 佐川洋介：菅原謙二
- 近藤あづさ夫人：角梨枝子
- 宝石商の支配人：春本富士夫
- 店員A：中田勉
- 店員B：松本幹二
- 店員C：穂積明
- フロント係A：谷謙一
- フロント係B：三夏伸
- フロント係C：川島真二
- キールームボーイA：三角八郎
- キールームボーイB：丸井太郎
- ホテルの支配人：村上不二夫
- 刑事A：大宮敏充
- 刑事B：大塚弘
- 警官A：井沼隆夫
- 警官B：剛戸勇